# Lista de bairros de Parauapebas
Esta á uma lista dos bairros da cidade brasileira de Parauapebas.
- Altamira
- Amazônia[1]
- Apoema
- Bairro da Paz
- Bairro dos Minérios
- Bela Vista[2]
- Beira Rio I
- Beira Rio II[1]
- Betânia
- Bom Jardim[2]
- Caetanópolis[2]
- Carajás
- Casas Populares I
- Casas Populares II
- Cidade Jardim
- Cidade Nova[1]
- Cinco Estrelas
- Chácara da Lua
- Chácara das Estrelas
- Chácara do Sol
- Esperança
- Esplanada
- Guanabara[1]
- Guanabara II
- Ipiranga
- Ipiranga II
- Jardim América[2]
- Jardim América II[2]
- Jardim Canadá[1]
- Jardim Canadá II
- Jardim Tropical
- Jardim Tropical II
- Karajás Sul
- Liberdade I
- Liberdade II[1]
- Linha Verde
- Loteamento Ipê
- Maranhão
- Maranhão II
- Montes Claros
- Nova Carajás[3]
- Nova Vida
- Nova Vida II
- Novo Brasil[1]
- Novo Horizonte
- Novo Tempo
- Novo Viver
- Palmares II
- Palmares Sul
- Parque dos Carajás I
- Panorama
- Parque das Nações
- Parque das Nações II
- Polo Moveleiro
- Primavera
- Residencial Alto Boa Vista
- Residencial Alto Bonito[1]
- Residencial Bambuí
- Residencial Brasília
- Residencial Morada Nova
- Residencial Martini
- Residencial Porto Seguro
- Residencial Rio Verde
- Residencial Vale do Sol
- Residencial Vila Nova
- Residencial Vista do Vale
- Rio Verde
- São José
- São Lucas[2]
- São Lucas II[2]
- São Luíz
- Serra Azul
- Talismã[2]
- Vale dos Carajás
- Vida Nova
- Vida Nova II
- Vila Carimã[1]
- Vila Rica
- União